# 大坪公學校前車站
公學校前車站，或大坪公學校前車站（日语：〔〕 Taihei Kōgakkō-mae - ? ）是一個曾存在於台灣日治時期的鐵路車站，是台北鐵道株式會社新店線（台鐵已廢的新店線的前身）沿線的一個招呼站。其站址位於今新北市新店區北新路與大豐路口一帶。二戰結束後新店線由國民政府接收並轉交由台灣鐵路局經營，本站遭到裁撤廢站。
站名中的「公學校」即指今日的大豐國小，設站當時校名為「大坪林公學校」。車站與學校之間的連接道路即現今的大豐路，道路終點為當時之學校大門口。

## 歷史
- 1936年（昭和11年）：11月26日設站。
- 1941年（昭和16年）4月1日：更名大坪林國民學校前。
- 戰後廢站。